# Propose (アルバム)
『Propose』（プロポーズ）は、1995年9月21日に発売された純名里沙の1作目のオリジナル・アルバム。

## 解説
当時宝塚歌劇団花組トップ娘役であった純名里沙による初のアルバム。NHK連続テレビ小説『ぴあの』で音楽を担当した久石譲が本作をプロデュース。2022年現在は廃盤となっている（規格品番：MRCA-10034）。

## 収録曲
1. プロポーズ
作詞：秋元康
先行シングル
2. 春の人
作詞：工藤順子
3. 素敵ひとつ
作詞：まさごろ
4. こころ
作詞：芹口希理子
5. 見つめてみたい
作詞：渡辺なつみ
6. 愛の果て
作詞：芹口希理子　編曲：旭純
7. めぐる季節
作詞：吉元由美　編曲：片倉三起也
8. さよならの未来図
作詞：及川眠子
9. 青い鳥
作詞：工藤順子

## 主な参加ミュージシャン
- 純名里沙 - ボーカル
- 久石譲 - プロデュース・作曲（全曲）・編曲（6,7以外）
- 松原正樹 - エレクトリック・ギター（3,9）